# Сироїжка різнопластинчаста
Сироїжка різнопластинчаста (Russula heterophylla (Fr.) Fr.) — їстівний гриб з родини сироїжкових — Russulaceae.

## Будова
Шапка 5-10(12) см у діаметрі, товстощільном'ясиста, напівкуляста, потім опуклорозпростерта, коричнево-оливкова, у центрі темніша, іноді жовтувато-зелена, клейкувата. Шкірка не знімається. Край тонкий, з часом короткорубчастий. Пластинки білі, потім жовтуваті, пізніше по краю трохи рудіють. Спорова маса біла. Спори 5-6(7) мкм. Ніжка 3-6 Х 1,8-3,5 см, щільном'ясиста, біла або рудувата. М'якуш білий, солодкий, щільний, без особливого запаху.

## Поширення та середовище існування
В Україні поширена у Прикарпатті та на Поліссі. Росте у листяних (переважно букових), зрідка хвойних лісах; у липні — вересні.

## Практичне використання
Їстівний гриб. Використовують свіжим та сушать.